# Andreas Cratander
Andreas Cratander (auch Andreas Kratander), eigentlich Andreas Hartmann, (* um 1485 in Strassburg; † um 1540 in Basel) war ein Schweizer Buchdrucker, Verleger und Buchhändler.

## Leben

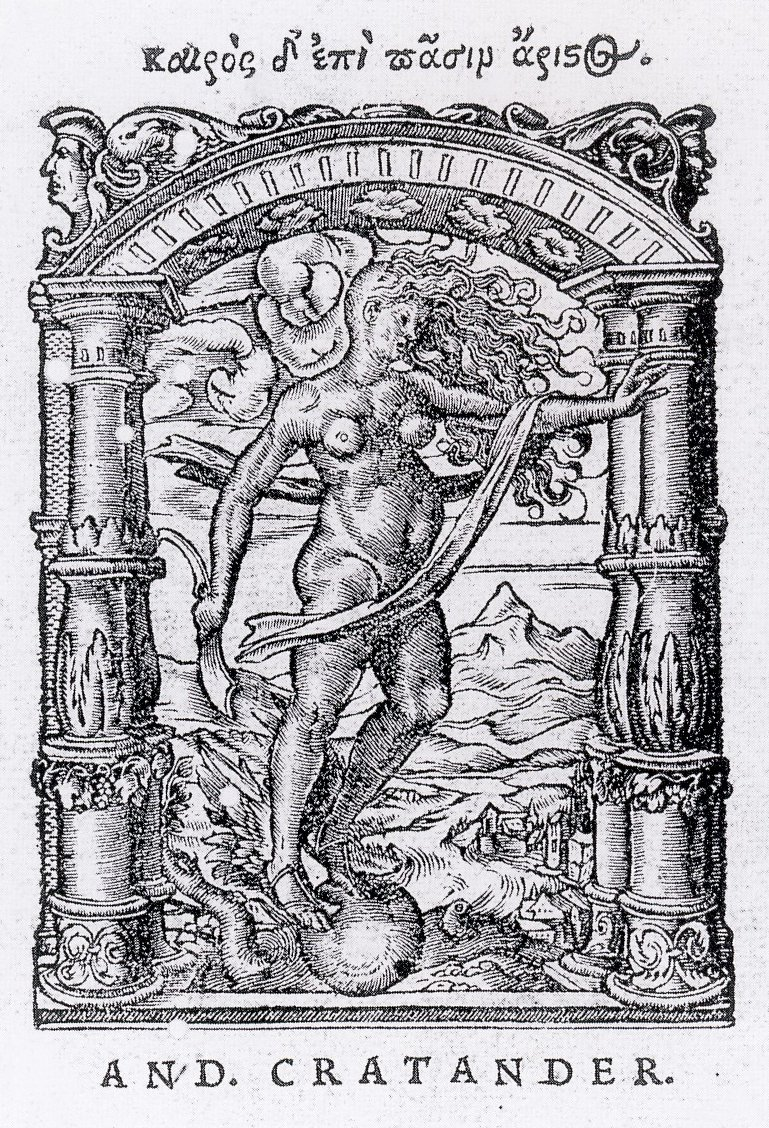
Occasio: Druckermarke Cratanders von Hans Holbein 1522

Andreas Cratander wurde um 1485 in Strassburg als Andreas Hartmann geboren, seinen Namen hat er später nach Humanistenart in die alten Sprachen übersetzt. Nach einem Grundstudium in Heidelberg, das er 1503 mit dem Baccalaureus abschloss, arbeitete er ab 1505 als Druckergeselle in Basel und ab 1513 als Schriftsetzer bei Matthias Schürer in Strassburg. Um 1515 liess er sich endgültig in Basel nieder. Er arbeitete vorerst als Korrektor und Herausgeber bei Adam Petri. Ab 1518 zeichnete er als selbständiger Drucker, zuerst in Zusammenarbeit mit Servas Kruffter aus Köln, mit Valentin Curio und Johann Bebel. Eines seiner ersten Werke war im September 1518 eine griechische Grammatik, ein halbes Jahr später ergänzt durch ein griechisches Wörterbuch mit einem eigens dafür geschaffenen, aufwändigen Titelrahmen. Im Jahr 1519 erhielt er das Basler Bürgerrecht und wurde Mitglied der Zunft zu Safran, 1530 wechselte er in die vornehmere, von Kaufleuten dominierte Schlüsselzunft.
Cratander gab humanistische Unterrichtswerke und Neuausgaben von Klassikern wie Aristophanes, Cicero und Horaz heraus. Damit stand er in direkter Konkurrenz zu Johann Froben. Anders als dieser und Erasmus vertrat aber Cratander den neuen Glauben, und es erschienen bei ihm neben klassischer Literatur auch Titel mit reformatorischem Inhalt, so Schriften von Martin Luther, Wolfgang Capito, Guillaume Farel und anderen. Vor allem druckte er die meisten Werke des Basler Reformators Johannes Oekolampad, mit dem er vielleicht schon seit der gemeinsamen Studienzeit in Heidelberg befreundet war. Er pflegte Kontakte mit den Reformatoren Joachim Vadian, Kaspar Hedio und Huldrych Zwingli, und auch spätere Täufer wie Konrad Grebel und Hans Denck verkehrten bei ihm. Freundschaftlich verbunden war er ebenfalls mit Bonifacius Amerbach.
Cratander druckte überwiegend in lateinischer und griechischer Sprache, nur wenig auf Deutsch. Es sind bei ihm an die 220 Drucke erschienen, die meisten davon in den 1520er Jahren. Im Jahr 1526 erschien bei ihm in Basel die von Niccolò Leoniceno, Wilhelm Kopp und anderen erstellte erste lateinische Übersetzung des Hippokrates. 1536 verkaufte er Teile seiner Offizin an die Druckergemeinschaft Winter-Oporinus-Platter-Lasius und betätigte sich anschliessend mit seinem Sohn Polycarp als Buchführer.
Im Jahr 1538 erschien bei ihm in Basel eine neue Galenos-Aussgabe, die unter Mitwirkung von Leonhart Fuchs, Joachim Camerarius und Hieronymus Gemusaeus entstanden war.
Andreas Cratander starb um 1540 in Basel. Nach seinem Tode erschienen bis 1549 noch einige Drucke unter der Firma Cratander’s Erben.